# Безушко Валерій Григорович
Валерій Григорович Безушко (10 березня 1947 року, Ужгород, Українська РСР, СРСР) — художник-графік, живописець, член Спілки художників СРСР з 1983 року, член Національної Спілки художників України з 1990 року.

## Біографія
Валерій Безушко народився у Ужгороді, з січня 1946 року в адміністративному центрі новоствореної Закарпатської області Української РСР.
Дитинство та шкільні роки Валерія пройшли у місті Здолбунові Рівненської області. Після школи вступив та закінчив Український поліграфічний інститут імені Івана Федорова у Львові (1974), де його вчителями за фахом були В. Бунін, В. Овчинніков, О. Попов, Іван Прийдан.
У період з 1974 по 1990 роки жив і працював у Душанбе — столиці Таджицької РСР. Працював у галузі книжкової та станкової графіки: інженером-технологом Навчально-педагогічного видавництва «Ірфон» (1974); завідувачем редактора художнього оформлення (1975—1980), головним художником видавництва «Маориф» (1980—1987); художник видавництва «Адіб» (1988—1990). Починаючи з 1975 року, брав участь у щорічних республіканських художніх виставках, що здійснювалися в Душанбінському художньому салоні Спілки художників Таджикистану  .
Основні твори — ілюстрації до книг таджицьких письменників та поетів: Сотіма Улугзаде «Учитель Сходу» (1984), історичний роман «Фірдоусі» (1989), Мірсаїда Міршакара «Жива вода» (1987), збірка поезії «Рубінові чети Абдуррахмана Джамі «Вибрані твори» (1989), Мірзо Беділя «Збірка віршів» (1990). Блискуче і віртуозно художник-графік Валерій Безушко, який володів пером і тушшю, залишив яскраву спадщину в культурі Таджикистану витонченими та лаконічними графічними ілюстраціями до творів таджицьких класиків.
Твори Валерія Безушка зберігаються в Національному музеї Таджикистану імені Камоліддіна Бехзода (раніше — Музей образотворчого мистецтва Таджицької РСР) у Душанбе , а також у приватних колекціях Франції, Польщі.
1990 року повернувся до міста Здолбунів. Працював головним художником фірми «АРС-панорама» в обласному центрі – місті Рівному; займався приватною видавничою діяльністю (1990—1994)  . У 2004 році заснував у рідному місті Здолбунові дитячу студію ізостудії — «Здолбунівську студію образотворчого мистецтва», став педагогом, учителем образотворчого мистецтва для обдарованих дітей, які мають схильність до творчості; з-поміж його учнів є вступники до вишів України, які стали професійними художниками.